# NGC 486
NGC 486 je galaksija u zviježđu Ribe.

## Vanjske poveznice
- SEDS: NGC 486